# Âhom
 (avril 2020).
Si vous disposez d'ouvrages ou d'articles de référence ou si vous connaissez des sites web de qualité traitant du thème abordé ici, merci de compléter l'article en donnant les références utiles à sa vérifiabilité et en les liant à la section « Notes et références ».
Les Âhom ou Tai Âhoms sont un groupe de peuples de langue thaïe qui s'installa dans la région de l'Assam au XIIIe siècle. Ils sont à l'origine d'une dynastie de râjas qui régna sur une partie de ce qui est l'État actuel de l'Assam du XIIIe siècle à 1822.
Venant de Birmanie, Sukaphâ ou Chao Ka Phâ (? - 1268), un prince Shan, soumet les Morans et les Borahis, deux tribus mongoles installées là, en 1215, se fixe en Assam et fonde la dynastie des Âhom et le royaume de Kâmarûpa de capitale Chareido et qui comprend l'Assam et l'Arakan. Les Âhoms qui maîtrisent la riziculture étendent leur territoire en vassalisant des petits royaumes comme celui de Chutiya au nord-est, des Kacharis au sud-ouest ou des chefs de tribus Bhuyan à l'ouest et au nord-ouest. Les Âhom, tout d'abord animistes, s'hindouisent dès le XVe siècle, mais le royaume devient officiellement hindouiste seulement en 1714, année où ils abandonnent leurs habitations traditionnelles sur pilotis et l'inhumation de leurs morts.
Les Moghols tentent en vain de contrôler le pays. Seul Mîr Jumla, le gouverneur du Bengale d'Aurangzeb, remporte un succès significatif et occupe brièvement Garhgaon qui est alors la capitale des Âhom (1662-1663). Leur dernière tentative, en 1671, avec une armée commandée par le râja Ram Singh d'Amber, général des armées mogholes, est un échec et ils sont défaits, à la bataille de Saraighat, par le général Lachit Borphukan dans la région de l'actuelle Guwahati. La dynastie atteint son apogée sous les règnes de Gadadhâr Singh (1681-1696) et son successeur Rudra Singh (1699-1714). Au début du XVIIe siècle, le râja Bali Narayan du Darrang demande l'aide des Âhom contre l'envahisseur moghol, et après sa défaite et sa mort, ceux-ci[Qui ?] s'emparent de son royaume. Puis leur pouvoir entre en déclin au XVIIIe siècle, tant sous l'effet de désordres intérieurs que sous la pression d'envahisseurs aux frontières, le Darang retrouve alors son indépendance. Au début du XIXe siècle, par suite de troubles intérieurs permanents, l'armée birmane, appelée en 1810 par une faction, occupe le royaume en faisant preuve d'une grande cruauté. Chandrakânta Singh (Chao Din Phâ), l'avant-dernier souverain, doit abandonner, un temps, son trône à l'usurpateur Purandâr Singh, et doit se réfugier en Birmanie pendant que les Birmans pillent son royaume. En 1826, la Compagnie anglaise des Indes orientales s'empare du royaume conformément au traité de Yandabo.
Les Âhom faisaient preuve d'un sens historique remarquable et rare en Inde et enrichissaient régulièrement leurs annales, les Bûranjî, mises par écrit dès le début du XVIIe siècle, tout d'abord dans leur langue thaï originelle, puis en assamais. Ces dernières content en particulier leur luttes contre les peuples Bodo et Kachar qu'ils défirent définitivement au XVIe siècle. Les râjas n'appartenaient pas à une seule lignée, mais étaient choisis dans un petit groupe de familles descendant du fondateur de la dynastie. Cette situation finira cependant par engendrer les troubles qui conduiront à la disparition de la dynastie.

## Les râja âhom
- 1228-1268 : Sukaphâ
- 1268-1281 : Sutephâ (fils de Sukaphâ)
- 1281-1293 : Subinphâ (fils de Sutephâ)
- 1293-1332 : Sukhângphâ (fils de Subinphâ)
- 1364-1369 : inter-règne
- 1369-1376 : Sutuphâ (fils de Sukhângphâ)
- 1376-1380 : inter-règne
- 1380-1389 : Tyao Khâmti (fils de Sukhângphâ)
- 1389-1397 : inter-règne
- 1397-1407 : Sudangphâ (Bâmuni Kunwar - fils de Tyao Khâmti, élevé dans une famille de brahmanes)
- 1407-1422 : Sujangphâ
- 1422-1439 : Suphakphâ
- 1439-1488 : Susenphâ (fils de Suphakphâ)
- 1488-1493 : Suhenphâ (fils de Susenphâ)
- 1493-1497 : Supimphâ (fils de Suhenphâ)
- 1497-1539 : Suhunmunga (Swarganarayan, Dihingiâ Rojâ I, fils de Supimphâ)
- 1539-1552 : Suklenmunga (Gorgoyân Rojâ, fils de Suhungmunga)
- 1552-1603 : Sukhâmphâ (Khurâ Rojâ, fils de Suklengmunga)
- 1603-1641 : Susenghphâ (Pratâp Singh, Burhâ Rojâ, Buddhiswarganarayan, fils de Sukhâmphâ)
- 1641-1644 : Suramphâ (Jayaditya Singh, Bhogâ Rojâ, fils de Susenghphâ)
- 1644-1648 : Sutingphâ (Noriyâ Rojâ, fils de Suramphâ)
- 1648-1663 : Jayadwaj Singh (Bhoganiyâ Rojâ, fils de Sutingphâ)
- 1663-1670 : Supangmunga (Chakradwaj Singh)
- 1670-1672 : Sunyatphâ (Udayâditya Singh, frère de Supangmunga)
- 1672-1674 : Suklanphâ (Ramdwaj Singh, Charingia Rojâ, frère de Supangmunga)
- 1674-1675 : Suhunga (Samaguria Rojâ, Khamjangia Rojâ, descendant de Suhungmunga, branche Samaguria de la famille royale)
- 1675-1675 : Gobar Rojâ (arrière-petit-fils de Suhungmunga)
- 1675-1677 : Sujinphâ (Arjun Konwar, Dihingia Rojâ II, petit-fils de Pratap Singh, fils de Namrupian Gohain)
- 1677-1679 : Sudoiphâ (Parvatia Rojâ, descendant of Deka Rojâ ?)
- 1679-1681 : Sulikphâ (Ratnadhwaj Singh, Lorâ Rojâ, membre de la branche Samaguria de la famille royale)
- 1681-1696 : Supâtphâ (Gadadhâr Singh, fils de Gobar Rojâ)
- 1696-1714 : Sukhrungphâ (Rudra Singh, fils de Supâtphâ)
- 1714-1744 : Sutanphâ (Siba Singh, fils de Sukhrungphâ)
- 1744-1751 : Sunenphâ (Pramatta Singh, fils de Sukhrungphâ)
- 1751-1769 : Suramphâ (Râjeswar Singh, fils de Sukhrungphâ)
- 1769-1780 : Sunyeophâ (Lakshmi Singh, fils de Sukhrungphâ)
- 1780-1795 : Suhitpangphâ (Gaurinâth Singh, fils de Sunyeophâ)
- 1795-1811 : Suklingphâ (Kamaleswar Singh, arrière-petit-fils de Supâtphâ)
- 1811-1818 : Sudingphâ (Chandrakânta Singh, frère de Suklingphâ) -1er règne
- 1818-1819 : Purandâr Singh
- 1819-1821 : Chandrakânta Singh - 2e règne
- 1821-1824 : Jogeshwar Singh (frère de Hemo Aideo, marionnette du pouvoir birman)

## Postérité
Les tumulus funéraires des Âhom, dans le nord-est de l'Inde, sont inscrits au patrimoine mondial de l'humanité par l'UNESCO en juillet 2024.